# Нікчемний Я (франшиза)
«Нікчемний Я» (англ. Despicable Me) — анімаційна комедійна франшиза, яку випустила Illumination Entertainment і поширила Universal Pictures. Франшиза складається з чотирьох художніх мультфільмів, одинадцяти короткометражок і додаткових матеріалів. Франшиза зосереджена на Ґру, суперлиходію (який пізніше стає татом і секретним агентом), посіпаках та його трьох прийомних дочках, Марго, Едіт і Агнес і його дружині Люсі Уайльд.
Франшиза почалася з мультфільму 2010 «Нікчемний Я» і його продовжень у 2013 та 2017 роках «Нікчемний Я 2» та «Нікчемний Я 3». Приквел за участю посіпак Ґру, що має назву «Посіпаки», вийшов у 2015 році. Він також має в собі атракціон для симуляторів, «Despicable Me Minion Mayhem» (перекл. Нікчемно (гидко) травневий посіпака) Universal Studios Florida, Universal Studios Hollywood і Universal Studios Japan. Це найбільш касова мультфраншиза в історії касових зборів, а також 12-я найвища касова франшиза фільмів усіх часів. Це також перша і єдина анімована франшиза з двома фільмами обсягом понад 1 мільярд доларів у всьому світі («Посіпаки» зі 1,16 мільярда доларів і «Нікчемний Я 3» зі 1,03 мільярда доларів).
«Нікчемний Я» і «Нікчемний Я 2» отримали рейтинг 81 % і 74 % за версією Rotten Tomatoes, а «Нікчемний Я 3» отримав рейтинг 60 %. «Посіпаки», проте, отримав 56 % рейтингу, що робить його найнижчим рейтингом мультфільму в франшизі.

## Мультфільми

### Нікчемний Я(2010)
«Нікчемний Я», перший мультфільм у франшизі й перший мультфільм від Illumination Entertainment, вийшов 9 липня 2010 року. У мультфільмі розповідається історія Ґру, суперлиходія, який удочеряє трьох дівчаток, Марго, Едіт і Агнес з дитячого будинку, щоб спробувати вкрасти зменшувач у Вектора (інакше відомого як Віктор), свого суперника, щоб зменшити й вкрасти Місяць. «Нікчемний Я» отримав позитивні відгуки й зібрав понад 543 мільйонів доларів у всьому світі, проте мав бюджет 69 мільйонів доларів.

### Нікчемний Я2 (2013)
Продовження «Нікчемний Я 2», вийшло 3 липня 2013 року. Люсі Уайльд, агент Антізлодійської Ліги, наймає Ґру, щоб зловити нового лиходія. Сиквел зустріли переважно позитивними відгуками й він зібрав більше, ніж його попередник з понад 970 мільйонами доларів у всьому світі.

### Посіпаки(2015)
Приквел до «Нікчемний Я», в якому  головні герої Посіпаки, вийшов 10 липня 2015 року. Фільм отримав змішані відгуки критиків і зібрав понад 1,1 мільярда доларів у всьому світі.

### Нікчемний Я3 (2017)
Третій мультфільм «Нікчемний Я 3» вийшов 30 червня 2017 року. 1985 року Голлівуд знімав серіал, в якому юний Бальтазар Брейк виконав роль вундеркінда-лиходія. Йому аплодували телеглядачі в усьому світі, але коли він виріс, серіал закрили. Він затамував злобу, вважаючи, що ні самореалізувався, і вирішив стати справжнім лиходієм. Він збирається вкрасти найбільший діамант у світі. Фільм отримав позитивні (і деякі змішані) відгуки критиків і зібрали більше, ніж його попередник з більш ніж 1 мільярдом доларів у всьому світі.

### Посіпаки: Становлення лиходія(2022)
Продовження «Посіпак» було офіційно оголошено 25 січня 2017 року..

### Нікчемний Я4 (2024)
Генеральний директор Illumination Кріс Меледандрі сказав у вересні 2017 року, що четвертий мультфільм з серії «Нікчемний Я» знаходиться в розробці.

## Короткометражки
4 грудня 2010 на DVD і Blu-ray вийшли три короткометражні фільми. «Нікчемний Я 2» і Blu-ray, що вийшов 10 грудня 2013 року, включав ще три короткометражні фільми. Серія короткометражних фільмів про Посіпак, відібраних у 2015 році з Посіпаками. Ще один короткий фільм вийшов у 2016 році, з Таємне життя домашніх тварин, що є першим коротким фільмом про Посіпак, що вийшов у театрі.

### Перетворення будинку(2010)
Після подій «Нікчемний Я» двоє Посіпак допомагають Марго, Едіт і Агнес ремонтувати будинок Ґру і переробляють його в нешкідливий будинок, в результаті інспектор вирішує не забирати дівчаток назад в «Будинок для дівчаток» міс Хетті, а залишає у Ґру.

### Ознайомлювальний день(2010)
Трійко нових Посіпак вирушають працювати перевізниками бомб, вони вирішили що їх бомба була важчою, в результаті у них виникла суперечка з двома іншими, що несуть гігантську бомбу.  Через сварку вони випадково скинули обидві бомби вниз.

### Банан(2010)
Три посіпаки борються через банан.  В процесі вони завдають шкоди робочим місцям інших посіпак.

### Цуценя(2013)
Посіпака Дейв спостерігає, як сусіди ходять по вулиці зі своїми собаками, що спонукає його до пошуку власного цуценяти. Попри кілька невдалих спроб, він стикається з НЛО й інопланетянином, який бере на себе роль цуценя Дейва.

### Паніка в поштовому відділку(2013)
Посіпаки Кен і Майк працюють в пакетній кімнаті для посилання посилок в різні частини лабораторії, в той час як Кен ледарює перед відеоіграми, Майк працює. Коли пакет, що містить PX-41 (сироватка, яку Ель Мачо використовував, щоб перетворити посіпак, в «Нікчемному я 2»), потрапляє в систему пневматичного доставлення, він перетворює Майка в злого Посіпаку. В кінці Майк випльовує PX-41, і він приземляється на деяких кішок, перетворюючи їх в злих мутантів.

### Запобіжніколеса(2013)
Агнес не задоволена своїм іграшковим велосипедом після падіння з нього, намагаючись наздогнати вантажівку з морозивом разом з Марго, Едіт і їх друзями. Три Посіпаки добровільно змінюють велосипед і допомагають Агнес наздогнати вантажівку.

### Соска Бінкі Нельсона(2015)
Після успішного пограбування в музеї Нельсон розповідає своєму молодшому синові Бінкі (який втратив свою соску в крадіжці), що тепер він великий хлопчик і повинен жити без соски. Бінки вночі пробирається в музей і знаходить свою соску. Приходить охоронець і виявляє, що всі експонати музею відсутні. Він знаходить Бінкі й просить його повернути все майно, але замість цього він втікає від охоронця і бере свою соску. Зрештою батьки Нельсона повертаються, щоб побачити Бінкі вночі у своїй кімнаті, що той спокійно спить. Коли вони виходять з кімнати, Бінки дістає соску і капелюх охоронця і кладе собі в рот.

### Змагання(2015)
На тій же вулиці Майн'іони, які подорожують автостопом в «Посіпаках», двоє Посіпак кидають виклик численним атакам, потрапляючи на конвеєрну стрічку лабораторії в цьому процесі.

### Прапосіпака(2015)
Двійко посіпак доглядають за печерною дитиною, а поки печерна людина йде шукати бика, щоб з'їсти його на обід.  Але доглядати за дитиною важче, ніж думають Посіпаки.

### Посіпаки-газонострижаки(2016)
П'ять Посіпак косять газон біля місцевого будинку літніх людей, щоб спробувати заробити на покупку блендера, який вони побачили по телевізору в рекламі.

## Комп'ютерні ігри

### Despicable Me: The Game
«Despicable Me: The Game» — пригодницька / екшн-гра, що вийшла за першим мультфільмом, на PlayStation 2, Wii й системах PlayStation Portable. Під час гри гравець контролює Ґру, коли він бореться з ворогами. «Despicable Me: The Game — Minion Mayhem», з іншого боку, вийшла тільки в системах Nintendo DS. Замість того, щоб контролювати самого Ґру, гравець контролює своїх Посіпак.

### Despicable Me: Minion Rush
«Despicable Me: Minion Rush» — гра, розроблена Gameloft. Гравець управляє Посіпаками, які мають перемогти Вектора, Ель Мачо і ще двох злодіїв, зроблених для гри, вийшла по другому мультфільму, для пристроїв iPhone, iPad, Windows Phone, Windows 8, Android і BlackBerry 10. Станом на жовтень 2016 року гра була завантажена понад 750 мільйонів разів. Геймплей схожий на Sonic Dash.

### Minions Paradise
«Minions Paradise» — мобільна гра, розроблена Electronic Arts (інакше знана як EA) під назвою «Minions Paradise», вийшла влітку 2015 року. Граючи за Філа, гравці допомагають дизайнерам Міньйон і будують власну утопію в тропічному середовищі.

## Книги
Енні Ауербах написав кілька книг на основі всіх мультфільмів із серії.